# 1302 Werra
Az 1302 Werra (ideiglenes jelöléssel 1924 SV) a Naprendszer kisbolygóövében található aszteroida. Karl Wilhelm Reinmuth fedezte fel 1924. szeptember 28-án, Heidelbergben.